# Donciîne, Bobrîneț
Donciîne (în ucraineană Дончине) este un sat în comuna Vîteazivka din raionul Bobrîneț, regiunea Kirovohrad, Ucraina.

## Demografie
Componența lingvistică a localității Donciîne
     Ucraineană (97,8%)
     Rusă (1,1%)
Conform recensământului din 2001, majoritatea populației localității Donciîne era vorbitoare de ucraineană (97,8%), existând în minoritate și vorbitori de rusă (1,1%).